# Vanni
Vanni (en llatí: 'Vannius') era un dels caps dels quades.
Segons els Annals de Tàcit, Germànic Cèsar el va nomenar rei dels sueus l'any 19, quan Vibili, rei dels hermundurs, va enderrocar Catualda i es va establir el regne de Vanni (regnum Vannianum). Va ser un rei client de l'Imperi romà i va governar de l'any 20 a l'any 50. Tàcit diu que era "acceptat i popular entre els seus compatriotes", però després d'un llarg regnat, "es va convertir en un tirà i l'enemistat dels veïns, unida a la lluita interna, va ser la seva ruïna". Dos nebots seus (fills d'una germana) Vangió i Sidó, es van unir a Vibili, que un altre cop va anar a aquell territori per enderrocar-ne un rei. L'emperador Claudi es va mantenir al marge d'aquella lluita, amb por que els lugis i altres tribus germàniques se sentissin atrets per les riqueses que Vanni havia acumulat al seu regne després d'un període despòtic d'uns quants anys.
Vannius va ser derrotat amb molta facilitat pels hermundurs i els lugis, encara que va aconseguir certa credibilitat en ser ferit a la batalla. Va poder fugir amb la seva flota pel Danubi i Claudi li va concedir unes terres a Pannònia. El seu regne se'l van repartir els seus dos nebots. Tàcit escriu que Vangió i Sidó eren "admirablement lleials" als romans, però entre els seus súbdits, que els apreciaven mentre buscaven enderrocar al seu oncle dèspota, van ser "encara més odiats que Vanni quan van adquirir el poder".